# Non sequitur
Non sequitur (latinsky „nenásleduje, nevyplývá“) znamená v logice neplatný argument. Ať jsou jeho premisy pravdivé nebo nepravdivé, závěr z nich v žádném případě nevyplývá.

## Příklady
- Zítra je pondělí, takže tráva je zelená.
- Irsko je ostrov a Irčané jsou Evropané, takže Irsko je republika.

Příčinou může být chybná (obrácená) implikace:
1. Nemohu být najednou doma i ve městě.
2. Nejsem doma.
3. Takže jsem ve městě.

V obecné podobě tomu odpovídá:
1. Nemůže platit A i B.
2. Neplatí A.
3. Takže platí B.[2]